# 瀬口えりな
瀬口 えりな（せぐち えりな、8月1日 - ）は、日本の女優、タレント、モデル、リポーター、DJである。
西南女学院大学観光文化学科卒業。DEEP GIRLの元メンバー。主な愛称は、えりな。フリーランス。

## 来歴

### 2013年
- 短編映画「雨女[4]」公開。

### 2014年
- 2月、美人時計[5]に所属、SHOWROOMでライブ配信を始める。
- 7月、SHOWROOMのイベント「第4回ディープガール[6]」を勝ち抜く。
- 8月、フジテレビ「ディープガール」に出演する。
- 12月、バニラ・エア 香港[7]のリポーターとして活動。

### 2015年
- 2月、「時事通信社 台湾」（記事[8]、動画1[9]、動画2[10]）のリポーターとして活動。
- 4月1日、先月末を以て芸能事務所JOKER Entertainmentとの契約を終了し、フリーランスとして活動を開始。
- 4月10日、2014年12月29日から2015年4月10日までSHOWROOMのイベント「ディープガールリターンズ！〜目指せオリコンTOP10〜[11]」に参加、「DEEP GIRL」の1人としてCDデビューが決定した。
- 4月29日、芸名を本名の「瀬口絵梨奈」から「瀬口えりな」に改名した。
- 6月18日、GirlsPressのキュレーターとして活動を始める。[12]
- 7月1日、上京し活動の拠点を東京に移す。アメスタ「第3弾 No1美人女子決定戦 美女のアメ騒ぎ 全国版」出演。
- 7月2日、美女マンガにインタビュー記事「イケメン猫に理想の彼氏像を学べ！『オデットODETTE』のほんわか日常デートが羨ましい。[13]」が掲載される。
- 7月4日、週刊アスキー「今日は何の日ガール（仮）[14]」に掲載される。
- 7月8日、DEEP GIRLのデビューシングルCD「ディープガール」発売[15]。週刊アスキーにインタビュー記事「自撮りブスといわれたアイドルがカメラアプリを駆使しコンテスト1位になった話[16]」が掲載される。
- 7月12日、週刊アスキー「今日は何の日ガール（仮）[17]」に掲載される。
- 7月18日、週刊アスキー「今日は何の日ガール（仮）[18]」、モーターマガジン社「カメラマン[19]」に掲載される。
- 7月26日、週刊アスキー「今日は何の日ガール（仮）[20]」に掲載される。
- 7月31日、週刊アスキー「今日は何の日ガール（仮）[21]」に掲載される。
- 8月18日、美女マンガにインタビュー記事「どの子がタイプ!?『危(アブ)ノーマル系女子』に登場する美少女たちの異常な魅力 ![22]」が掲載される。
- 10月4日、「BIJIN MODEL×お笑い芸人 トークライブ[23]」出演。
- 11月6日、Rainbowtown FM「岡村洋一のシネマスクエア[24]」 にリポーターとして出演。
- 12月5日、「BIJIN MODEL×お笑い芸人 トークライブ[25]」出演。

### 2016年
- 1月9日、「Fresh!野外大撮影会」出演。
- 1月11日、「kawaiiふぁくとりー in 原宿」にモデルとして出演。
- 1月17日、「FOTO-JO！フォトジョセッション」出演。
- 1月23日、「BIJIN MODEL×お笑い芸人 トークライブ」出演。
- 2月20日、「BIJIN MODEL×お笑い芸人 トークライブ」出演。
- 2月28日、「DEEP GIRL」からの脱退が発表された。
- 4月20日、AbemaTV AbemaNEWS「原宿アベニュー」にゲスト出演。
- 5月21日、「BIJIN MODEL×お笑い芸人 トークライブ」出演。
- 5月29日、AbemaTV FRESH!「えりなと美玲は暴走なう。」出演。[26]

- 9月15日 - 18日、東京ゲームショウ2016に「テイクツー・インタラクティブ」ブースのコンパニオンとして出演[27]。

### 2017年
- 2016年3月29日〜4月2日、舞台「午後の素数」ミラクルチームにて早苗役で主演。

- 2017年8月22日〜9月3日ベニバラ兎団PRODUCE THEATRE 15TH STAGE舞台「ROMEO and JULIET~Reverse~」ジュリエット母役で出演。

### 2018年
- 9月20日～9月23日、東京ゲームショウ2018に「RedQueen」ブースのコンパニオンとして出演[28]。

### 2019年
- 9月12日～9月15日、東京ゲームショウ2019に「KONAMI」ブースのコンパニオンとして出演[29]。

## 人物

### 家族
- 家族構成は、両親と祖父母。
- 「チャッピー」という名の愛犬を飼っていた。

### 性格・趣味・特技
- アニメ。
- コスプレ。
- お酒。
- お風呂。
- 仏像。
- お経。SHOWROOMのライブ配信で般若心経を読む姿を見る事が出来る。[30]
- 好きな歌手は、SPYAIR、UVERworld、ONE OK ROCK、Red Hot Chili Peppers。

## ファン
- 本人が仏像好きのため、ライブ配信のリスナー・ファンは「檀家」と呼ばれる。
- 挨拶にはインターネットスラングをもじった言葉が使われる。出会いでは「なう（now）」を使った「えりなう」が、別れには「わず（was）」を使った「えりわず」が使われる。

## 出演
主演作品は太字表記。

### テレビ
- 「ディープガール[6]」（2014年、フジテレビ）
- 神宿る沖ノ島　福津・宗像ぶらり旅（2016年、旅チャンネル)

### ラジオ
- 岡村洋一のシネマスクエア[24] （2015年11月6日 - 2016年5月6日、Rainbowtown FM）

### 映画
- 短編映画 「雨女[4]」 （2013年公開） - 瑞希 役

### 舞台
- 2016年3月29日〜4月2日「午後の素数」早苗役

- 2017年8月22日〜9月3日ベニバラ兎団PRODUCE THEATRE 15TH STAGE「ROMEO and JULIET~Reverse~」ジュリエット母役

### モデル
- ZOZOTOWN[31] （2015年）
- kawaiiふぁくとりー in 原宿 （2016年1月11日）
- MODEL ROOM[32] （2016年）

### リポーター
- バニラ・エア 香港[7]（2014年12月）
- 時事通信社 台湾 （2015年2月、記事[8]、動画1[9]、動画2[10]）

### 雑誌
- カメラマン[19]（2015年7月18日、撮影：山口善和）

### WEB雑誌
- BIJIN PERFORMERS 〜えりな〜[33] （2014年9月4日）
- 美女マンガ（2015年7月2日[13]・8月18日[22]）
- 週刊アスキー（2015年7月4日[14]・8日[16]・12日[17]・18日[18]・26日[20]・31日[21]）

### イベント
- BIJIN MODEL×お笑い芸人 トークライブ （2015年10月4日[23]・12月5日[25]、2016年1月23日・2月20日）

### DJ
- A-LOVE!
- アニLOVE!
- A-VOLUTION
- AKINAI
- ZYP
- SEKAOTO
- 泡パハロウィン(2017.10)

### ライブ配信
- SHOWROOM[30][34]
- ツイキャス
- 第3弾 No1美人女子決定戦 美女のアメ騒ぎ 全国版（2015年7月1日）
- AbemaTV
  - AbemaNEWS 原宿AbemaNews （2016年4月20日）
  - AbemaTV FRESH! えりなと美玲は暴走なう。[26]（2016年5月29日）

## 受賞歴
- SHOWROOMアワード だるま部門 受賞（2014年）[注 1][35][36]
- DJane Mag JAPAN TOP40DJanes AWARD2020 23位受賞(2020年)
- DJane Mag JAPAN TOP40DJanes AWARD2021 16位受賞(2021年)